# Joaquim Biendicho Vidal
Joaquim Biendicho Vidal (Tarragona, Tarragonès, 7 de novembre de 1964) és un escriptor i professor de procedència catalana. És llicenciat en Geografia i Història a la Universitat de Barcelona; l'any 1989 acabà els estudis universitaris, i el 1991 aprovà les oposicions de professor de secundària, sent professor de geografia i història a l'institut Martí Franquès de Tarragona.

## Llibres
- 1937, publicat l'agost de 2009 amb l'Editorial Proa. Va guanyar el Premi Pere Calders de Literatura Catalana[2] del 2008.

- Els embolics dels Hoover, publicat el març del 2011[3] amb l'Editorial Bromera. Va guanyar el Premi de Novel·la Ciutat d'Alzira 2010.[4]

- L'Altre, publicat l'abril de 2016 amb l'editorial Arola. Va quedar finalista del premi Josep Pla 2014.[5]

També va fer la traducció al castellà del llibre L'enigma de l'aranya, d'Abel Montagut, sota el títol El enigma de Dulwig, publicada amb l'Editorial Milenio, el juliol del 2007.